# Impact Wrestling Unbreakable
Unbreakable is een professioneel worstelevenement dat georganiseerd wordt door de Amerikaanse worstelorganisatie Impact Wrestling. Het evenement was oorspronkelijk een eenmalige pay-per-view (PPV) in september 2005. In augustus 2019 werd het evenement herrezen als een maandelijks special voor Impact Plus.

## Evenementen
| Evenement        | Datum             | Stad                  | Locatie       | Main Event |
| ---------------- | ----------------- | --------------------- | ------------- | --- |
| Unbreakable 2005 | 11 september 2005 | Orlando, Florida      | Impact Zone   | Christopher Daniels (c) vs. A.J. Styles vs. Samoa Joe in een Triple Threat match voor het TNA X Division Championship |
| Unbreakable 2019 | 2 augustus 2019   | Santa Ana, Californië | Esports Arena | Sami Callihan vs. Tessa Blanchard om de eerst volgende tegenstander te worden voor het Impact World Championship      |